# Кас (окръг, Минесота)
Вижте пояснителната страница за други населени места с името Кас.
Окръг Кас (на английски: Cass County) е окръг в щата Минесота, Съединени американски щати. Площта му е 6252 km², а населението - 27 150 души (2000). Административен център е град Уокър.